# Триумфальная арка Тита
Триумфальная арка Тита (итал. Arco di Tito, лат. Arcus Tītī) — однопролётная триумфальная арка, расположенная на древней Священной дороге (лат. Via Sacra) к юго-востоку от Римского форума. Построена императором Домицианом вскоре после смерти императора Тита в 82 году н. э. в память о взятии Иерусалима в ходе Первой иудейской войны в 70 году н. э. Арка послужила классическим образцом для многих подобных сооружений Нового времени.
В Риме была и другая арка Тита, трёхпролётная, воздвигнутая Сенатом в 81 году н. э. в восточной оконечности Большого Цирка.
Арка широко известна, прежде всего, барельефами, на которых изображено триумфальное шествие с трофеями, захваченными римлянами в Иерусалиме. Барельефы представляют собой одно из немногих сохранившихся изображений артефактов из уничтоженного римлянами храма царя Ирода в Иерусалиме. 

## История
Арку построил император Домициан в первые годы своего правления в честь покойного брата и предшественника Тита, умершего в 81 году н. э. Арка символизирует в том числе обожествление Тита, произведённое вскоре после смерти Домицианом, в результате совместного триумфа, дарованного Титу и Веспасиану летом 71 года за их победу над Иудеей в Первой иудейской войне.

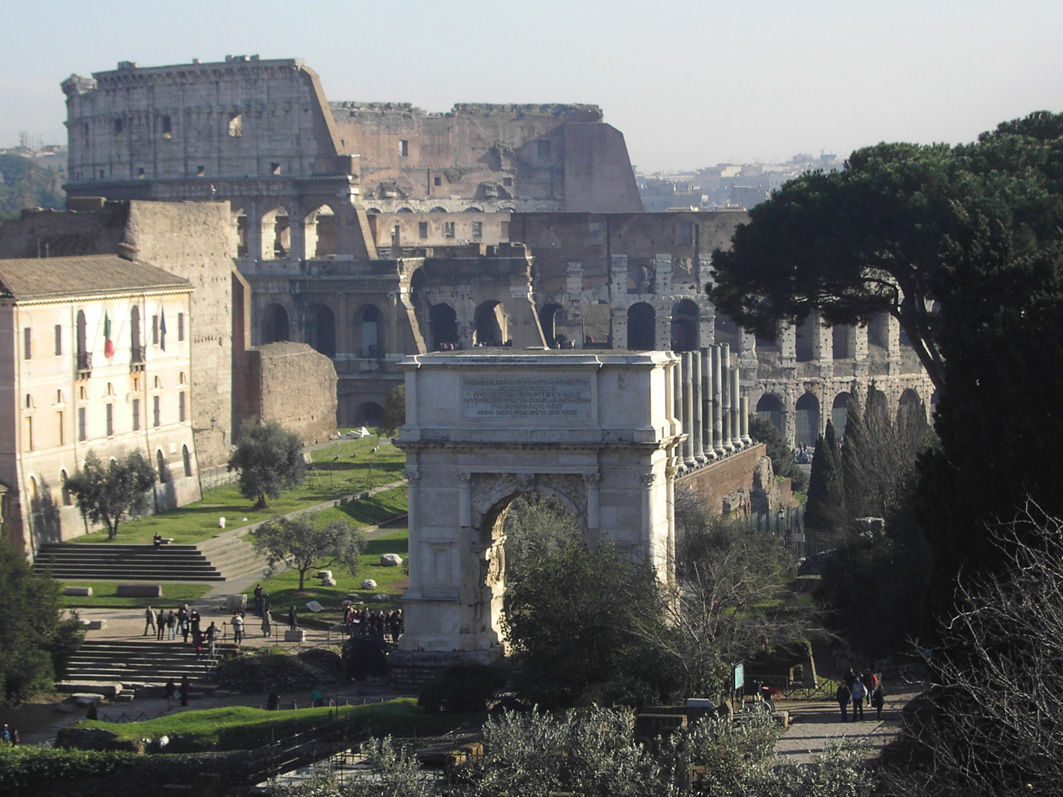
Вид арки Тита с Палатина на фоне Колизея

В 66 году в Иудее вспыхнуло восстание против владычества Римской Империи. Поводом для бунта послужили притеснения римского прокуратора Иудеи Гессия Флора. В 69 году Веспасиан был провозглашён императором и отправился в Рим. Командование войсками принял на себя его сын Тит. В течение пяти месяцев он осаждал Иерусалим, в котором тем временем начался сильный голод. В итоге в 70 году город был взят, разграблен и разрушен. Главная святыня иудаизма — Иерусалимский храм — был сожжён, его ценности были похищены. Жители города были убиты или проданы в рабство. Руководители — Симон и Иоанн — среди прочих были взяты в плен. Три года спустя пал последний оплот восставших — крепость Масада. Позднее Иосиф Флавий описал эпизоды восстания в книге «Иудейская война».
По возвращении войска в Рим в 71 г. н. э. был устроен тройственный триумф победителям: императору Веспасиану, Титу и второму сыну императора Домициану. Этот триумф также описан свидетелем событий Иосифом Флавием.
В Средние века арка Тита была включена в крепостную постройку, позже её часть оказалась уничтоженной. В средневековом латинском путеводителе «Чудеса города Рима» (Mirabilia Urbis Romae) отмечено: «арка Семи светильников Тита и Веспасиана; [где подсвечник Моисея имеет семь ветвей, с Ковчегом, у подножия башни Карталири]» (Arcus septem lucernarum Titi et Vespasiani, ubi est candelabrum Moysi cum arca habens septem brachia in piede turris cartulariae).
В Средние века семья Франджипани добавила к арке второй этаж, превратив её в укреплённую башню; отверстия для балок этой конструкции сохранились. Папа Павел IV (1555—1559), основав Римское гетто, в булле «Cum nimis absurdum», сделал арку местом ежегодной «клятвы подчинения», заставляя еврейских старейшин целовать ноги каждого новокоронованного папы. Арка Тита стала проклятым местом для еврейской общины города Рима, свидетельством национальной трагедии и невосполнимой утраты святынь иудаизма. В неизвестную дату главный раввинат Рима наложил запрет на хождение евреев под аркой; он был отменён только с основанием Государства Израиль в 1947 году, а на мероприятии в честь Хануки в 1997 году изменение было обнародовано. Арка никогда не упоминалась в раввинской литературе.
В 1716 году Адриан Реланд опубликовал свой труд «Добыча Иерусалимского храма, видимая на арке Тита в Риме» (De spoliis templi Hierosolymitani in arcu Titiano Romae conspicuis). Арка Тита стала одной из первых древнеримских построек, подвергшихся реставрации, начатой в 1817 году архитектором Раффаэле Стерном и продолженной в 1822—1824 годах Джузеппе Валадье. В ходе реставрации и укрепления фундамента арка была частично разобрана и сложена заново. При этом Валадье использовал для основания травертин, а не мрамор, как в подлиннике, а также упростил форму многих деталей. Уровень дороги был опущен, чтобы открыть травертиновые фундаменты.

## Архитектура арки
Высота монумента составляет 15,4 м, ширина 13,5 м, глубина пролёта 4,75 м, ширина пролёта — 5,33 м. Арка возвышается на фундаменте из чередующихся слоёв известняка и базальтового камня глубиной около четырёх метров с дощатой опалубкой. Сама арка сложена из травертиновых блоков, облицованных пентелийским мрамором из Аттики, выше архитрава — менее ценным луненским мрамором. Для уменьшения веса над сводом находится разгрузочная камера.
Композиция арки имеет чёткую трёхчастную структуру как по горизонтали, так и по вертикали. С восточной стороны северного пилона имеется дверь, через которую лестница ведет в чердачное помещение и на крышу.
Архитектурный ордер включает восемь композитных полуколонн, которые по римскому обычаю установлены на высоком цоколе. Из капителей только две на восточной стороне относятся к периоду строительства. Долгое время их ошибочно считали самыми ранними примерами сочетания ионических и коринфских капителей в сложную (композитную) капитель. Часть антаблемента сохранилась также на восточном фасаде. На нём изображены растения аканта, из которых вырастают усики, заканчивающиеся цветами, из которых появляются изображения животных.
В антрвольтах арки высечены рельефом четыре крылатых Виктории. Внутри пролёта находятся два барельефа: шествие с трофеями, захваченными в Иерусалиме (особенно выделяется менора), и император Тит, управляющий квадригой. Статуя Тита на квадриге также находилась на вершине арки, однако она не сохранилась. Софит (внутренняя поверхность арки) имеет кессоны размером 7 × 15 полей, посреди которых находится барельеф с изображением апофеоза (обретения божественной сущности) императора.
Рельеф южной стороны арочного проёма изображает трофеи, взятые из Храма в Иерусалиме. Менора является главным объектом и вырезана в глубоком рельефе. Другие священные предметы, которые несут воины триумфальной процессии: золотые трубы, огненные сковороды для удаления пепла с алтаря и стол хлебов предложения. Эти рельефы, вероятно, изначально были окрашены в золотой цвет на синем фоне. В 2012 году исследование арки Тита с помощью новейших технологий обнаружило остатки жёлтой охры на рельефе меноры.
Рельеф северной стороны арочного проёма изображает Тита-триумфатора в сопровождении крылатого гения и ликторов, несущих фасции. Амазонка в шлеме возглавляет квадригу (колесницу с четырьмя лошадьми), которая везёт императора. Виктория (Крылатая Победа) венчает его лавровым венком. Это один из первых опытов изображения божеств и людей в одной сцене. Такая композиция отлична, к примеру, от рельефов Алтаря Мира Августа, где люди и божества разделены.
Оба рельефа триумфальной процессии обрамлены попарно пилястрами с капителями, которые плохо сохранились, и орнаментами типа «канделябра»: вертикальные стебли аканта, в завитках которых можно разглядеть изображения цветов и животных (козла, зайца, собаку, льва и осла). На каждом завитке сидят пары птиц; пилястры венчают орлы с молниями.
Дополнительные украшения имеются на двух замковых камнях арки. Над антаблементом (архитравом, фризом и карнизом) имеется высокий аттик. Однако он представляет собой позднейшее добавление, выполненное по образцу арки Траяна в Анконе.
Скульптура внешних сторон была утрачена при включении арки в средневековые оборонительные стены. Первоначально аттик арки был увенчан большим количеством скульптур, возможно, c позолоченной колесницей. Основная надпись была выполнена литерами, сделанными из серебра, золота или какого-то другого металла с позолотой.

## Посвящения
Посвятительная надпись на аттике, набранная римским капитальным квадратным письмом, расположена на «лицевой», западной стороне арки, в направлении Форума. Надпись гласит:
SENATVS
POPVLVSQVE·ROMANVS
DIVO·TITO·DIVI·VESPASIANI·F(ILIO)
VESPASIANO·AVGVSTO
Сенат и народ Римский [посвящают эту арку] божественному Титу Веспасиану Августу, сыну божественного Веспасиана
После реконструкции 1821 года на другой стороне арке по распоряжению папы Пия VII появилась вторая надпись:
INSIGNE · RELIGIONIS · ATQVE · ARTIS · MONVMENTVM
VETVSTATE · FATISCENS
PIVS · SEPTIMVS · PONTIFEX · MAX(IMVS)
NOVIS · OPERIBVS · PRISCVM · EXEMPLAR · IMITANTIBVS
FVLCIRI · SERVARIQVE · IVSSIT
ANNO · SACRI · PRINCIPATVS · EIVS · XXIIII
Этот монумент, замечательный с позиций как веры, так и искусства, обветшал со временем. Пий VII, великий понтифик, новыми работами по древним образцам приказал укрепить и сохранить его. В год Священного правления 24-й.

## Галерея

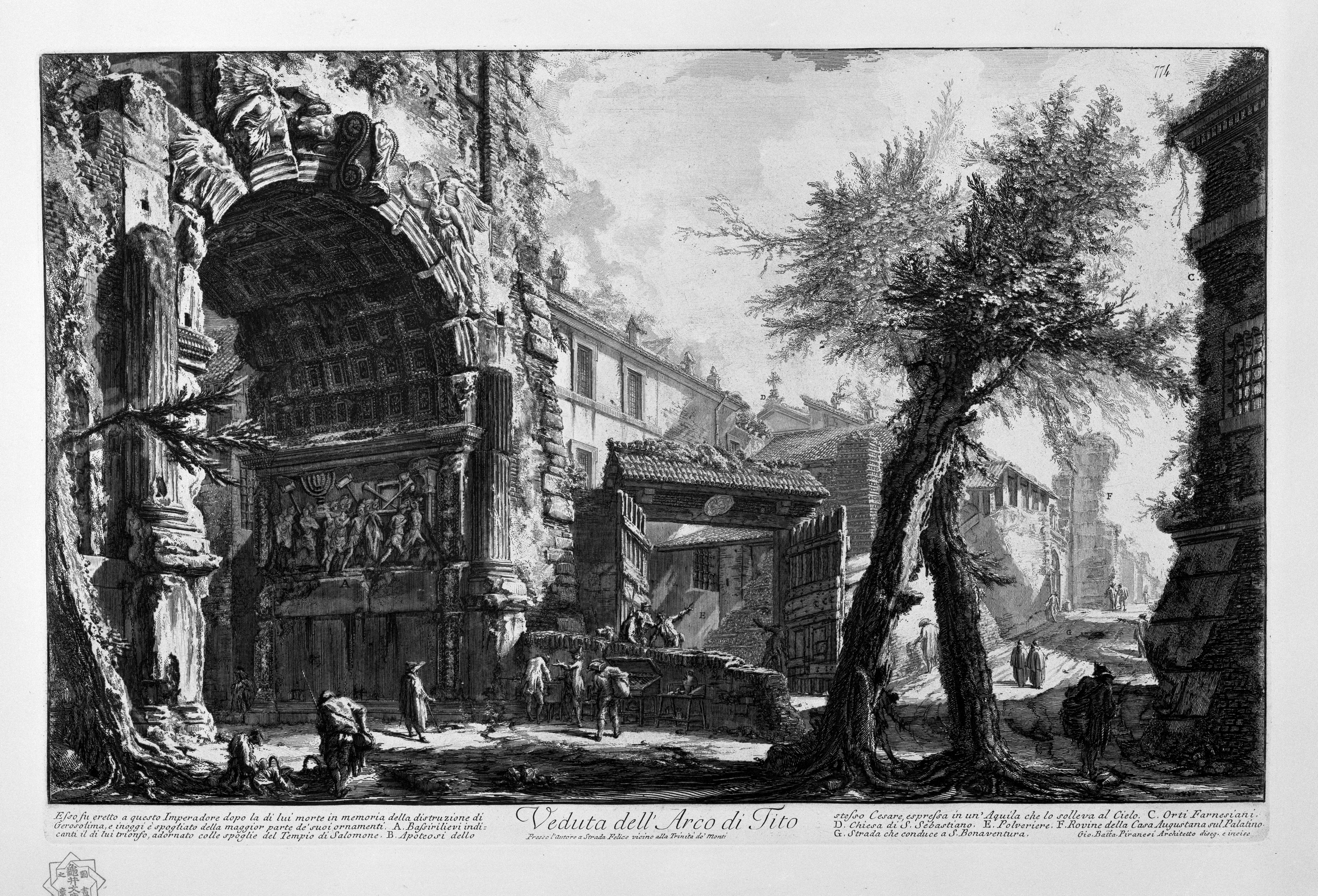
Дж. Б. Пиранези. Арка Тита в Риме. 1748-1774. Офорт
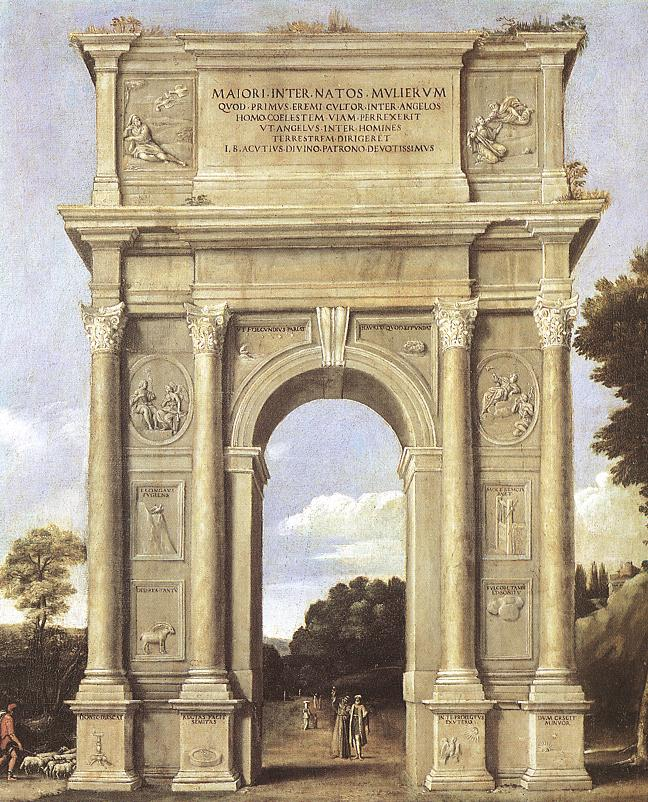
Арка Траяна в Анконе (по картине Доменикино. 1744. Прадо, Мадрид)
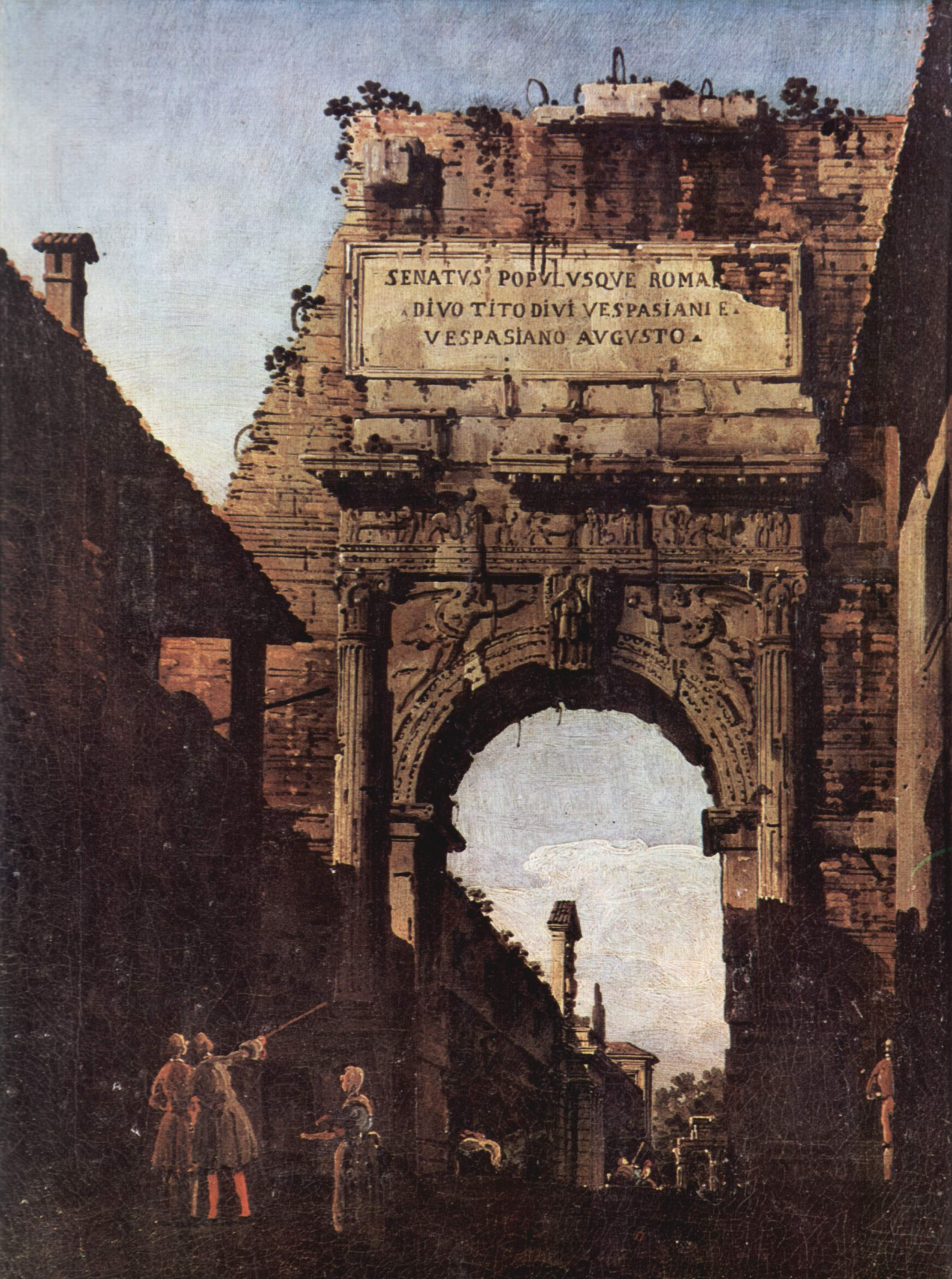
Б. Беллотто. Арка Тита в Риме. Между 1742 и 1744. Холст, масло. Галерея Академии Каррара, Бергамо
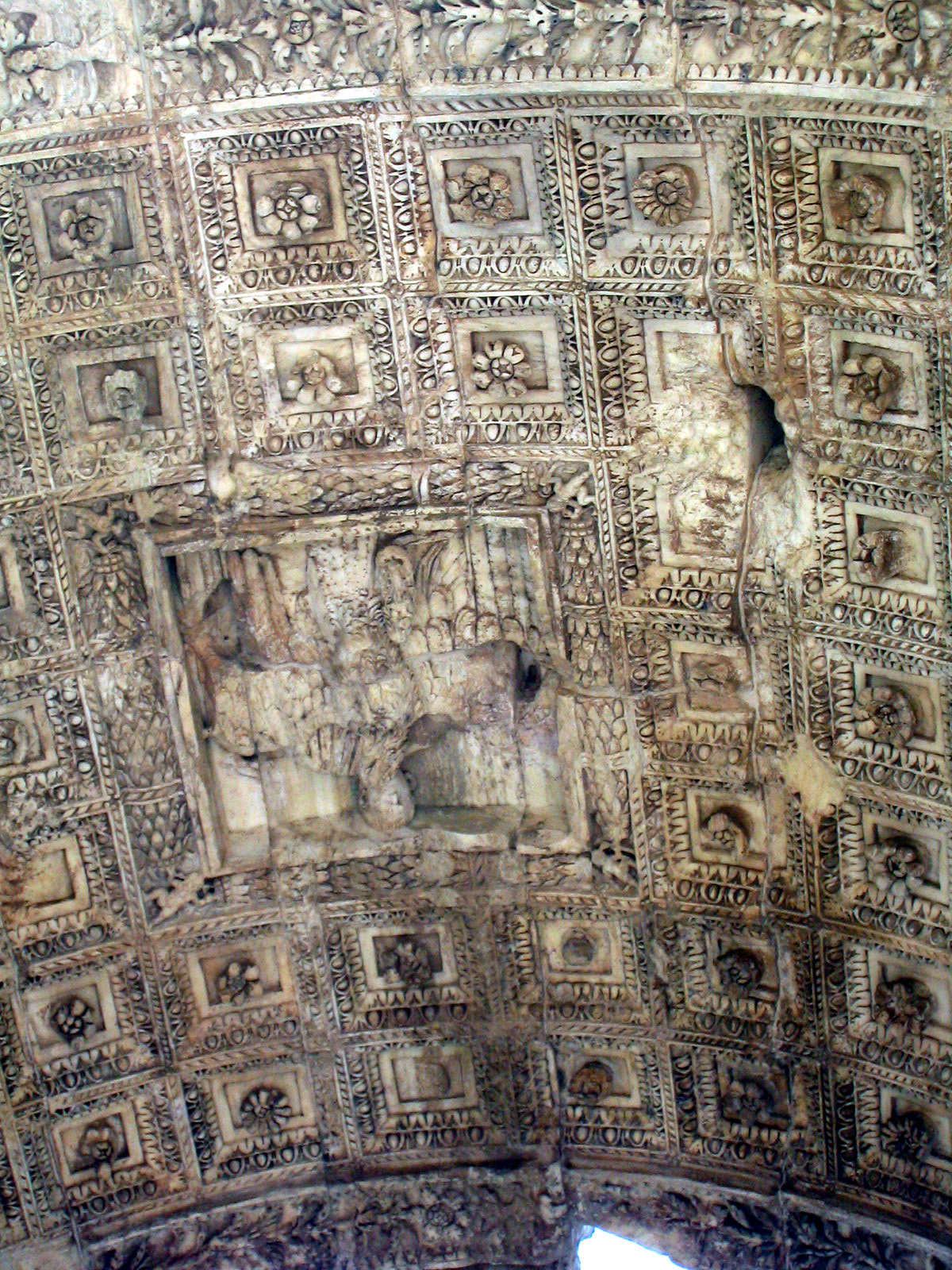
Софит арки
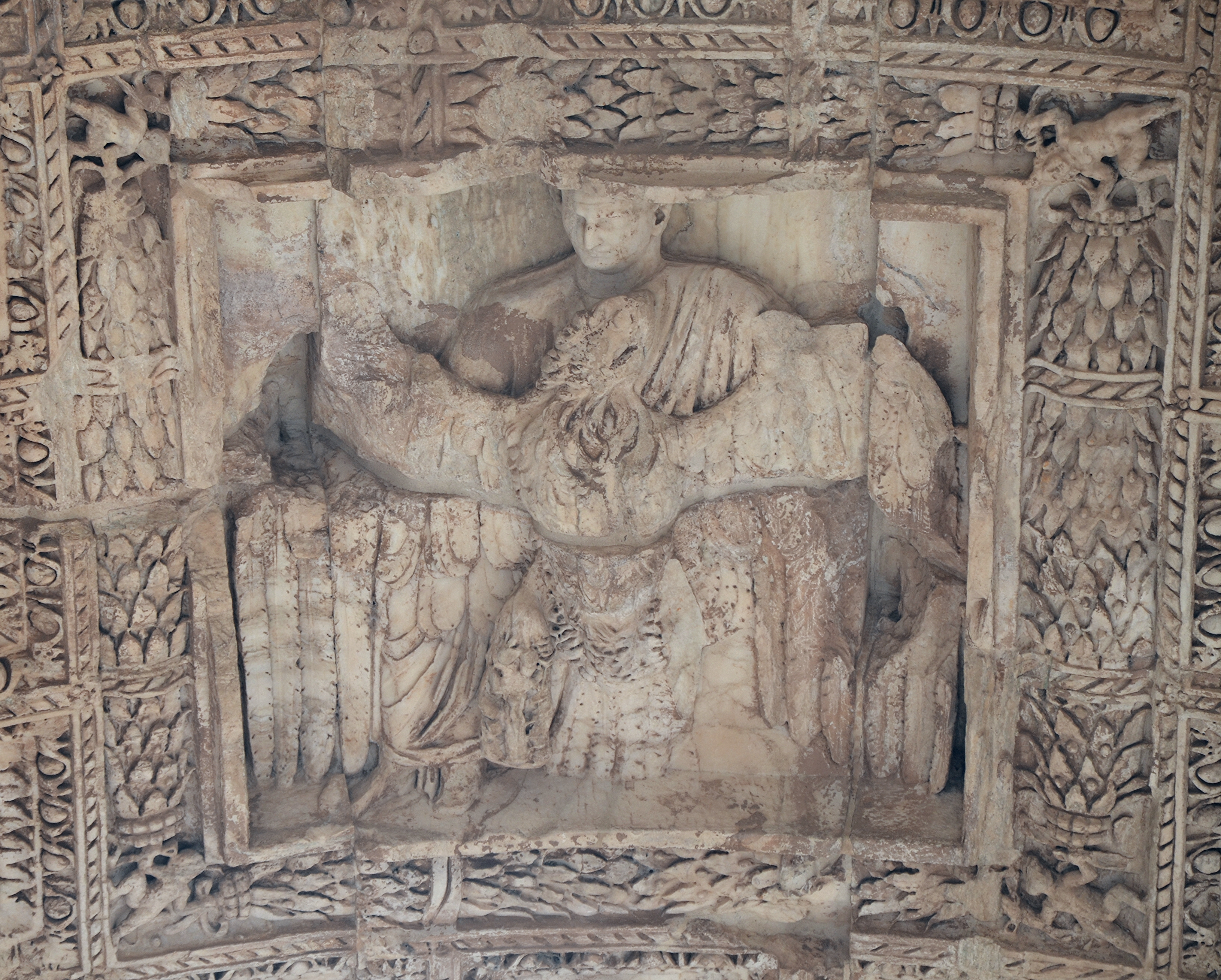
Апофеоз (Вознесение) императора. Центральный рельеф софита
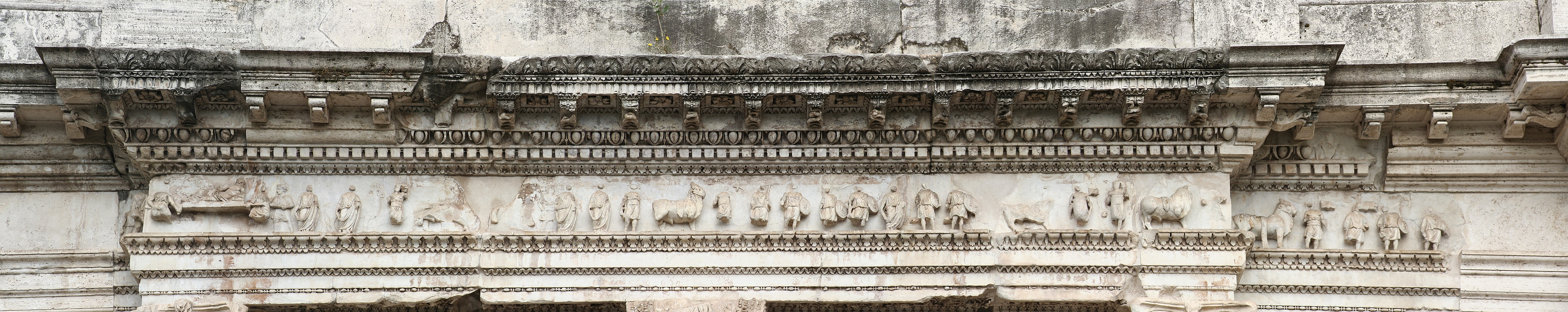
Рельеф фриза. Деталь восточной части
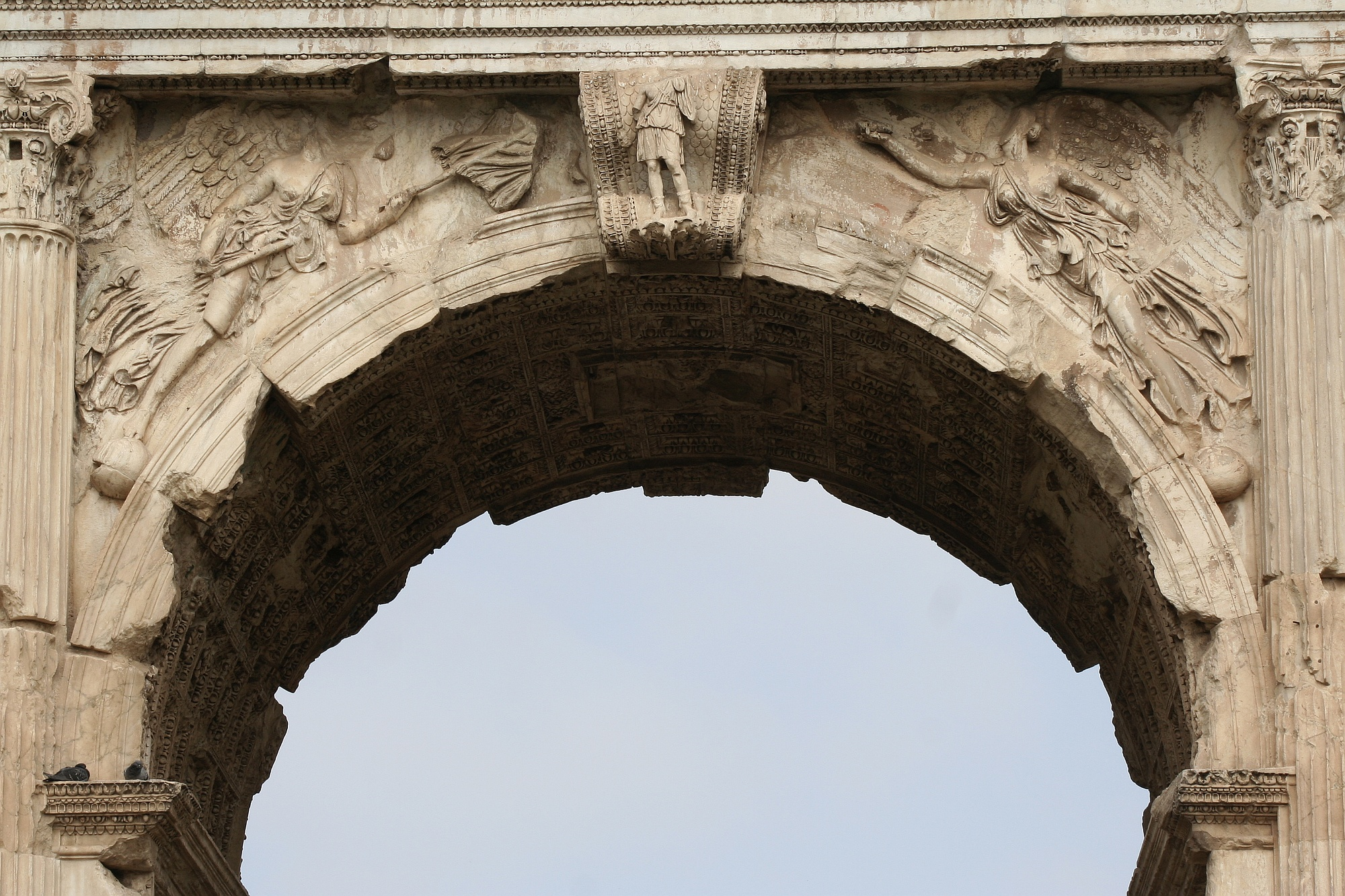
Богини Виктории в антрвольтах арки
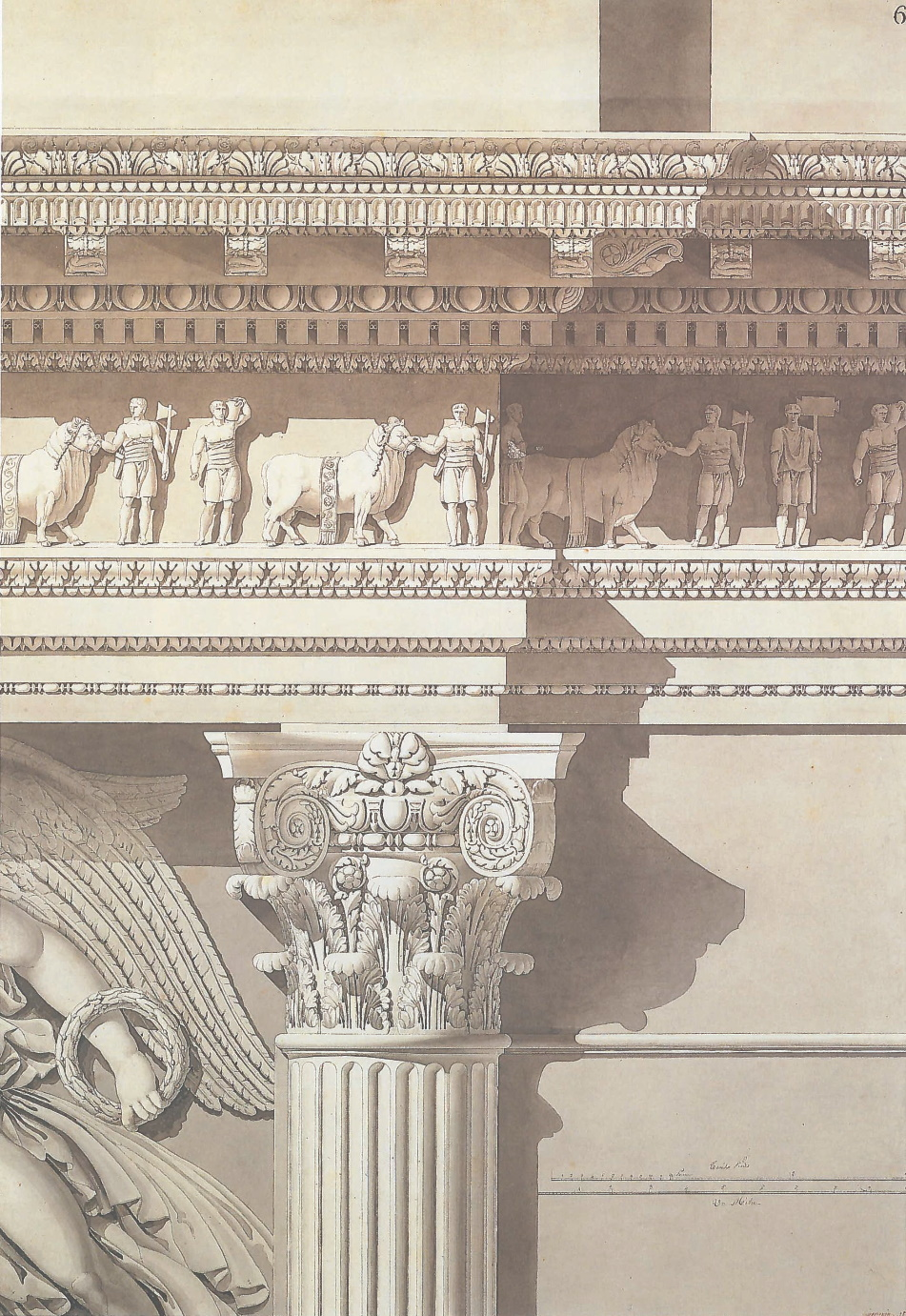
Антаблемент и капитель. Графическая реконструкция
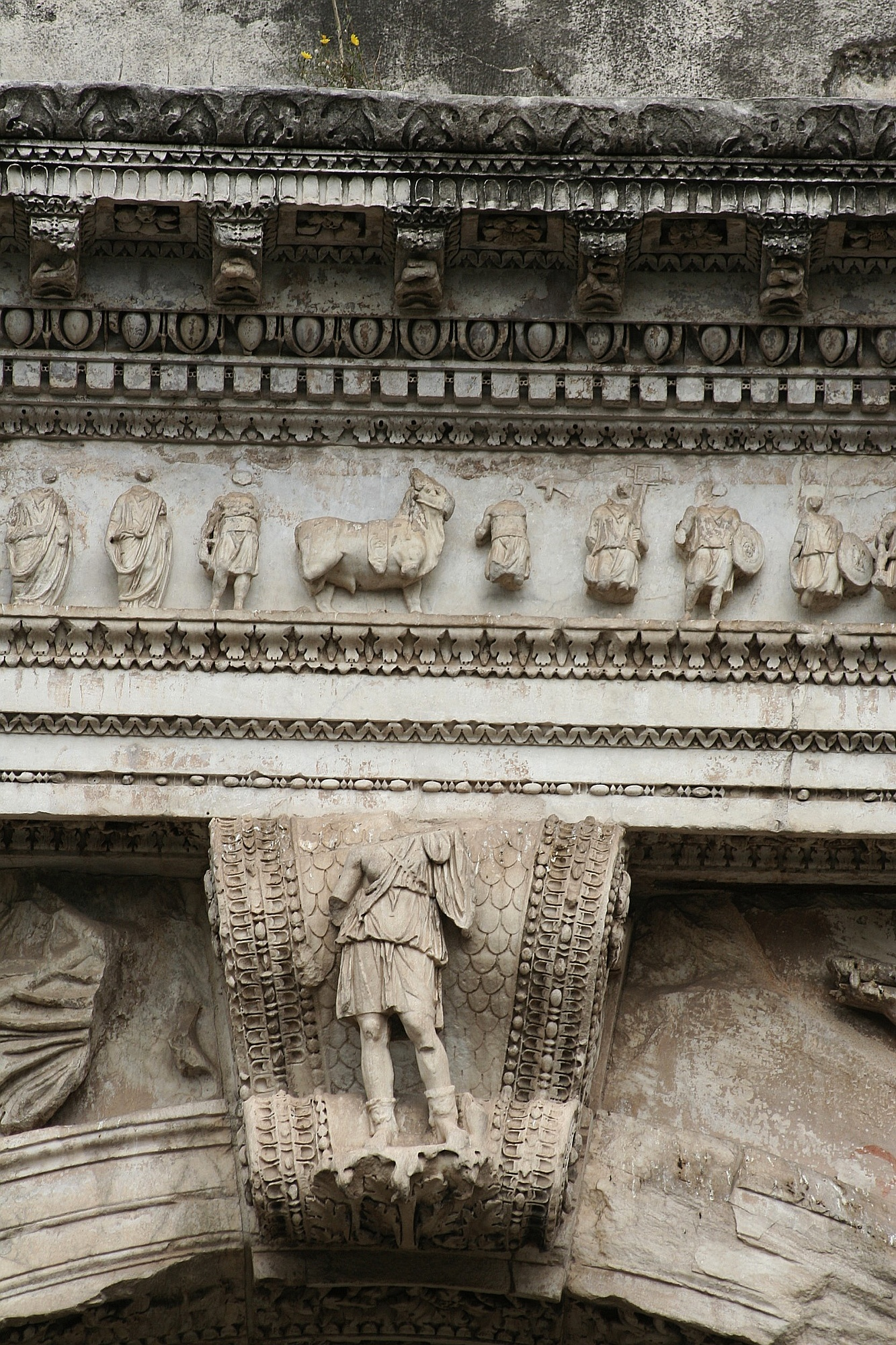
Замковый камень
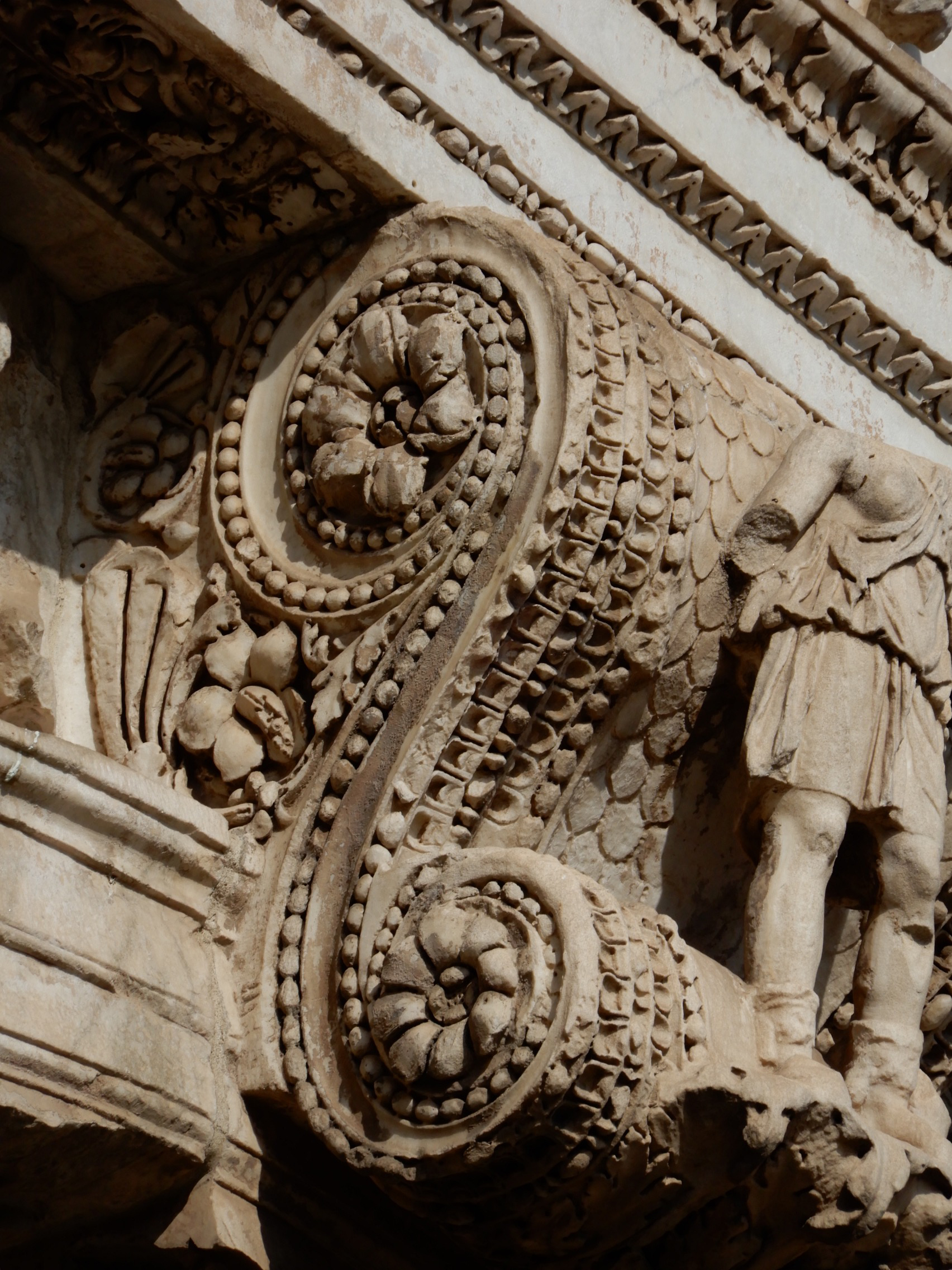
Волюта замкового камня
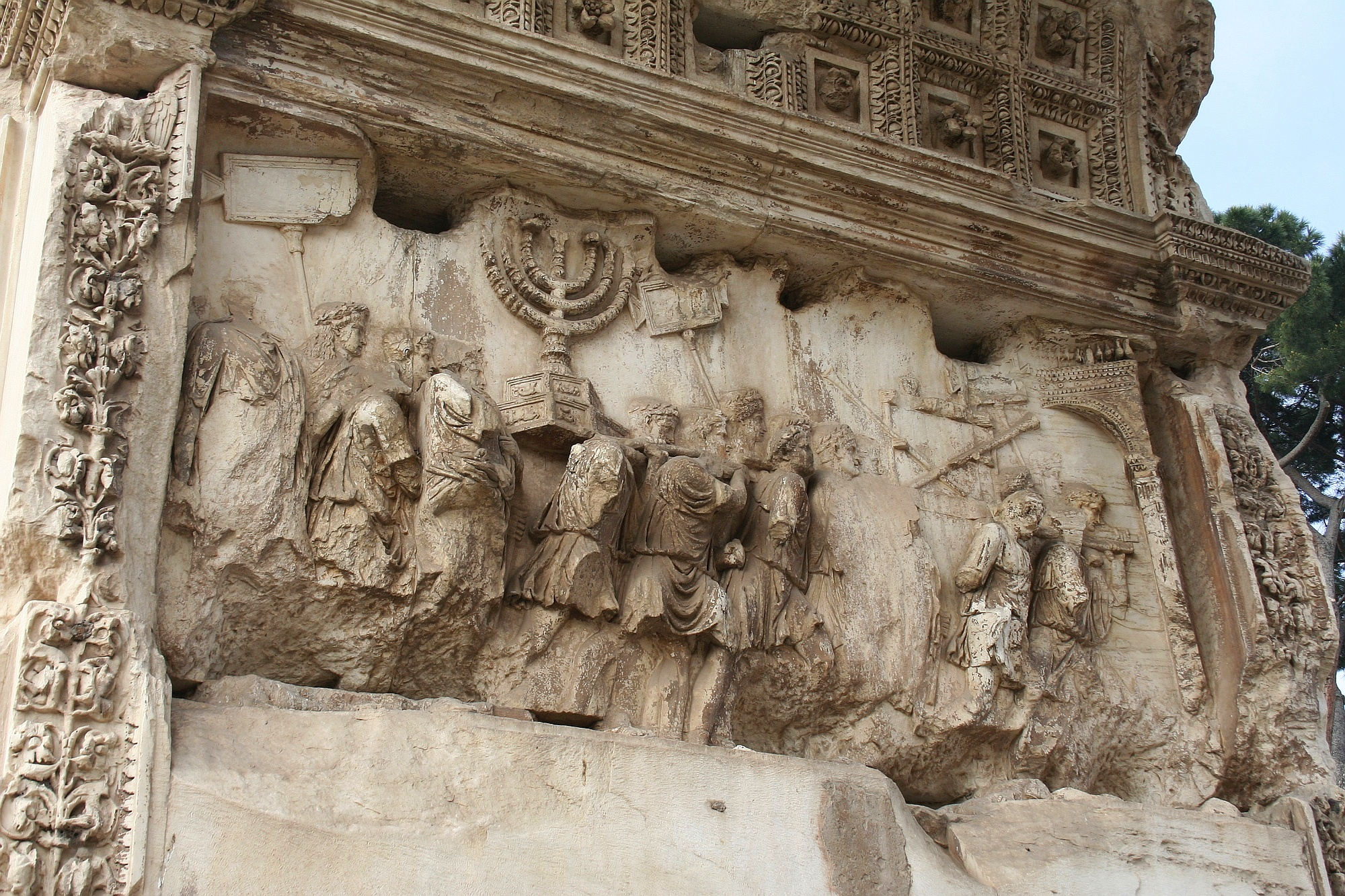
Рельеф южной стороны
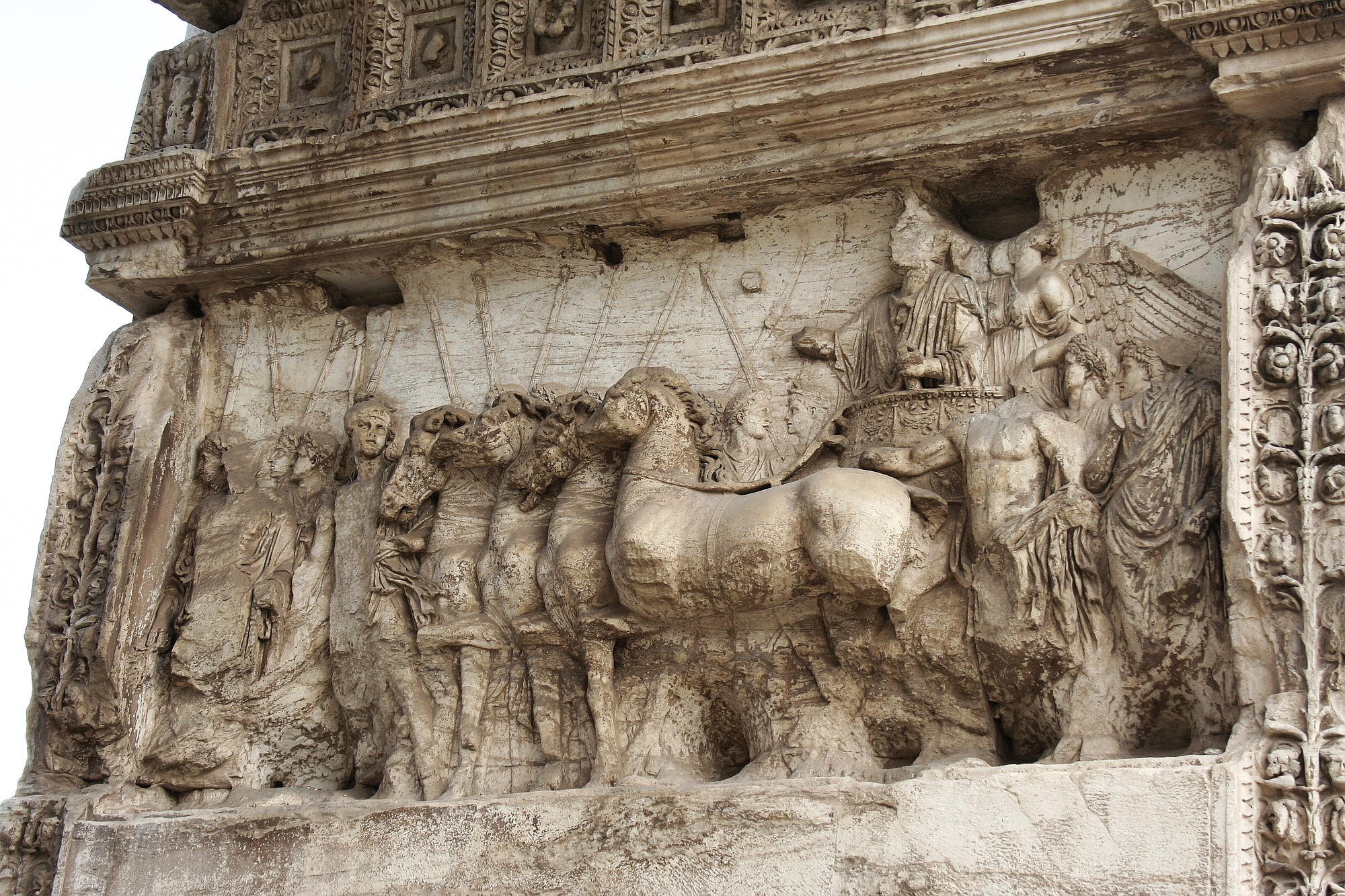
Рельеф северной стороны
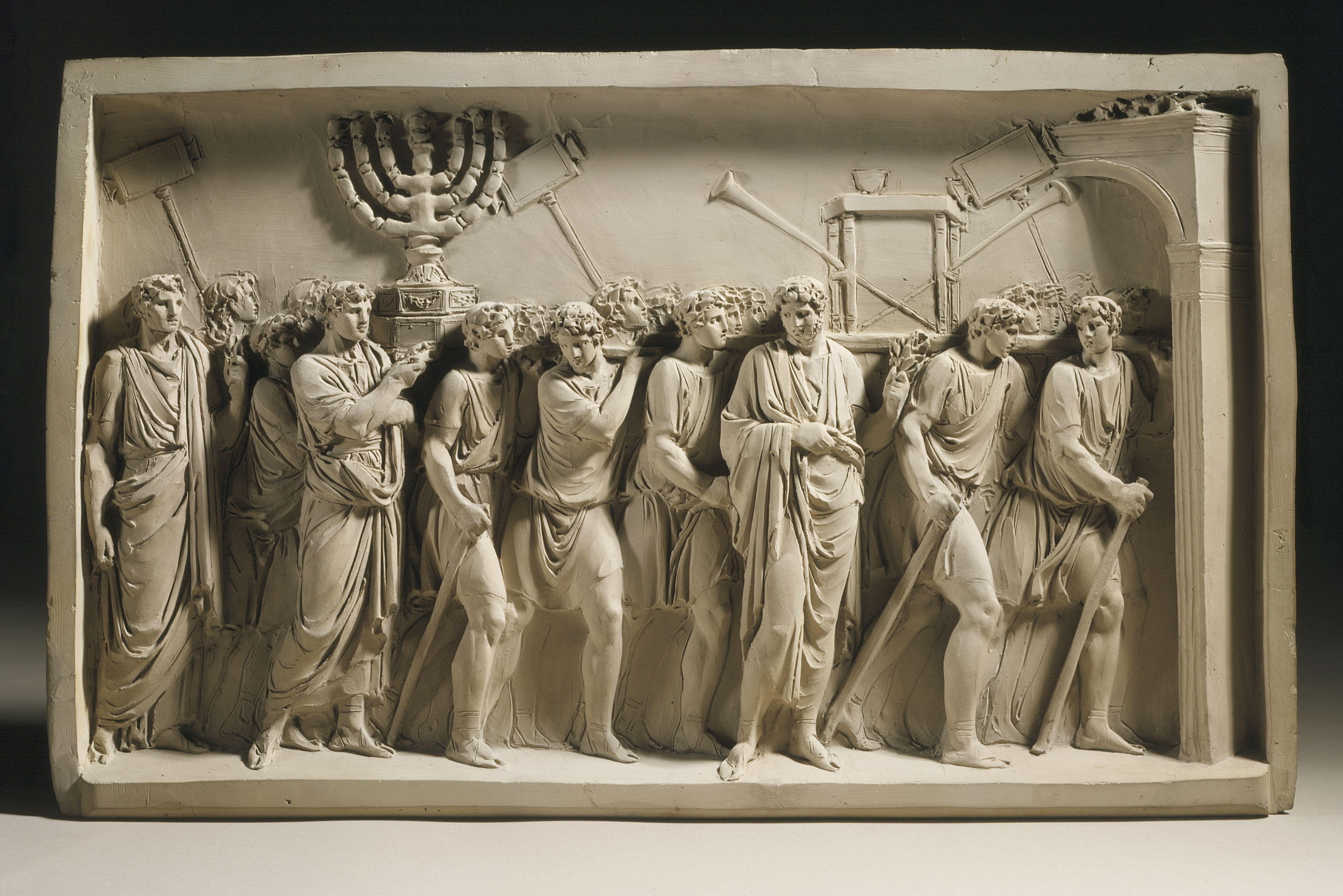
Ж.-Г. Муатт. Реконструкция южного рельефа Триумфальной арки Тита. Ок. 1791. Терракота. Музей искусств округа Лос-Анджелес, США
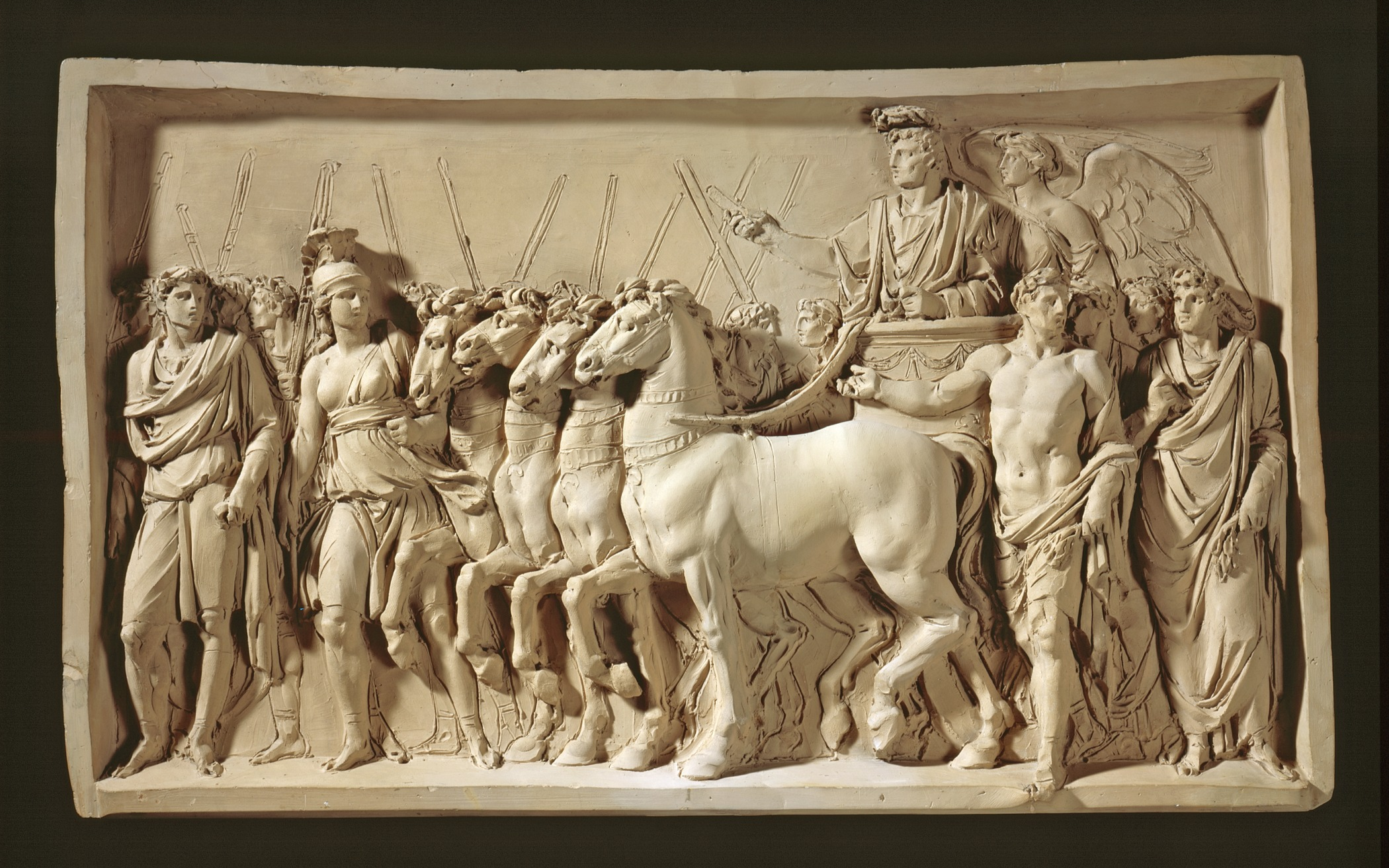
Ж.-Г. Муатт. Реконструкция северного рельефа Триумфальной арки Тита. Ок. 1791. Терракота. Музей искусств округа Лос-Анджелес, США